# Tour d'Italie 1974
La 57e édition du Tour d'Italie s'est élancée de Rome le 16 mai 1974 et est arrivée à Milan le 8 juin. Long de 4 001 km, ce Giro a été remporté par le Belge Eddy Merckx. C'est sa 5e victoire dans l'épreuve égalant le record de succès d'Alfredo Binda et de Fausto Coppi.
Un film consacré à Eddy Merckx est tourné durant ce Giro par Joël Santoni.

## Équipes participantes
| N.    | Code | Équipe   |
| ----- | ---- | -------- |
| 1-10  | MOL  | Molteni  |
| 11-20 | BIA  | Bianchi  |
| 31-40 | BRO  | Brooklyn |
| 41-50 | DRE  | Dreher   |
| 51-60 | FLC  | Filcas   |
| 61-70 | FIL  | Filotex  |
| 71-80 | VIB  | Furzi    |

| N.      | Code | Équipe         |
| ------- | ---- | -------------- |
| 81-90   | JOL  | Jolly Ceramica |
| 91-100  | KAS  | KAS            |
| 101-110 | MAG  | Magniflex      |
| 111-120 | ROK  | Rokado         |
| 121-130 | SAM  | Sammontana     |
| 131-140 | SCI  | Scic           |
| 141-150 | ZON  | Zonca          |

## Classement général
| Classement général final |                   |
| --- | ----------------- |
| \| 1. Eddy Merckx \| 113 h 08 min 13 s \| \| 2. Gianbattista Baronchelli \| à 12 s \| \| 3. Felice Gimondi \| à 33 s \| \| 4. Tino Conti \| à 2 min 14 s \| \| 5. José Manuel Fuente \| à 3 min 22 s \| \| 6. Giovanni Battaglin \| à 4 min 22 s \| \| 7. Francesco Moser \| à 6 min 17 s \| \| 8. Vicente López Carril \| à 10 min 28 s \| \| 9. Franco Bitossi \| à 16 min 05 s \| \| 10. Gösta Pettersson \| à 17 min 08 s \| \| 140 partants, 96 classés \| \| |                   |
| 1. Eddy Merckx | 113 h 08 min 13 s |
| 2. Gianbattista Baronchelli | à 12 s            |
| 3. Felice Gimondi | à 33 s            |
| 4. Tino Conti | à 2 min 14 s      |
| 5. José Manuel Fuente | à 3 min 22 s      |
| 6. Giovanni Battaglin | à 4 min 22 s      |
| 7. Francesco Moser | à 6 min 17 s      |
| 8. Vicente López Carril | à 10 min 28 s     |
| 9. Franco Bitossi | à 16 min 05 s     |
| 10. Gösta Pettersson | à 17 min 08 s     |
| 140 partants, 96 classés |                   |

## Étapes
| Étape      | Date     | Villes étapes                     | km       | Vainqueur d'étape  | Leader du classement général |
| 1re étape  | 16 mai   | Cité du Vatican – Formia          | 164      | Wilfried Reybrouck | Wilfried Reybrouck           |
| 2e étape   | 17 mai   | Formia – Pompei                   | 121      | Patrick Sercu      | Wilfried Reybrouck           |
| 3e étape   | 18 mai   | Pompei – Sorrente                 | 137      | José Manuel Fuente | José Manuel Fuente           |
| 4e étape   | 20 mai   | Sorrente – Sapri                  | 208      | Roger De Vlaeminck | José Manuel Fuente           |
| 5e étape   | 21 mai   | Sapri – Tarente                   | 215      | Pierino Gavazzi    | José Manuel Fuente           |
| 6e étape   | 22 mai   | Tarente – Foggia                  | 206      | Franco Bitossi     | José Manuel Fuente           |
| 7e étape   | 23 mai   | Foggia – Chieti                   | 257      | Ugo Colombo        | José Manuel Fuente           |
| 8e étape   | 24 mai   | Chieti – Macerata                 | 150      | Franco Bitossi     | José Manuel Fuente           |
| 9e étape   | 25 mai   | Macerata - Monte Carpegna         | 191      | José Manuel Fuente | José Manuel Fuente           |
| 10e étape  | 26 mai   | Carpegna - Modène                 | 205      | Patrick Sercu      | José Manuel Fuente           |
| 11ea étape | 27 mai   | Modène - Il Ciocco                | 153      | José Manuel Fuente | José Manuel Fuente           |
| 11eb étape | 27 mai   | Il Ciocco - Forte dei Marmi       | 62       | Patrick Sercu      | José Manuel Fuente           |
| 12e étape  | 28 mai   | Forte dei Marmi - Forte dei Marmi | 40 (CLM) | Eddy Merckx        | José Manuel Fuente           |
| 13e étape  | 29 mai   | Forte dei Marmi - Pietra Ligure   | 231      | Enrico Paolini     | Eddy Merckx                  |
| 14e étape  | 30 mai   | Pietra Ligure – San Remo          | 189      | Giuseppe Perletto  | Eddy Merckx                  |
| 15e étape  | 1er juin | San Remo – Valenza                | 206      | Ercole Gualazzini  | Eddy Merckx                  |
| 16e étape  | 2 juin   | Valenza - Monte Generoso          | 158      | José Manuel Fuente | Eddy Merckx                  |
| 17e étape  | 3 juin   | Côme – Iseo                       | 158      | Santiago Lazcano   | Eddy Merckx                  |
| 18e étape  | 4 juin   | Iseo - Sella                      | 190      | Franco Bitossi     | Eddy Merckx                  |
| 19e étape  | 5 juin   | Borgo Valsugana - Pordenone       | 146      | Enrico Paolini     | Eddy Merckx                  |
| 20e étape  | 6 juin   | Pordenone - Tre Cime di Lavaredo  | 163      | José Manuel Fuente | Eddy Merckx                  |
| 21e étape  | 7 juin   | Misurina - Bassano del Grappa     | 194      | Eddy Merckx        | Eddy Merckx                  |
| 22e étape  | 8 juin   | Bassano del Grappa - Milan        | 257      | Marino Basso       | Eddy Merckx                  |

## Classements annexes
| Classement par points     | Roger De Vlaeminck | 265 points   |
| Deuxième                  | Franco Bitossi     | 209 points   |
| Troisième                 | José Manuel Fuente | 171 points   |
| Classement de la montagne | José Manuel Fuente | 510 points   |
| Deuxième                  | Eddy Merckx        | 330 points   |
| Troisième                 | Santiago Lazcano   | 230 points   |
| Classement par équipes    | KAS                | 5 915 points |
| Deuxième                  | Brooklyn           | 5 151 points |
| Troisième                 | SCIC               | 3 821 points |

## Liste des coureurs
| Molteni | Bianchi | Brooklyn |
| - 1 Eddy Merckx (Bel) 1e - 2 Joseph Bruyère (Bel) 52e - 3 Joseph De Schoenmaecker (Bel) 37e - 4 Ludo Delcroix (Bel) 50e - 5 Jos Huysmans (Bel) 45e - 6 Edward Janssens (Bel) 34e - 7 Frans Mintjens (Bel) 74e - 8 Karel Rottiers (Bel) 64e - 9 Victor Van Schil (Bel) 51e - 10 Albert Van Vlierberghe (Bel) 69e                      | - 11 Felice Gimondi (Ita) 3e - 12 Marino Basso (Ita) 85e - 13 Giovanni Cavalcanti (Ita) 21e - 14 Antoon Houbrechts (Bel) 13e - 15 Martín Emilio Rodríguez (Col) 18e - 16 Giacinto Santambrogio (Ita) 22e - 17 Luigi Castelletti (Ita) ab - 18 Gianfranco Foresti (Ita) 81e - 19 Serge Parsani (Ita) ab - 20 Pietro Guerra (Ita) 94e     | - 21 Roger De Vlaeminck (Bel) 11e - 22 Giancarlo Bellini (Ita) 47e - 23 Johan De Muynck (Bel) 36e - 24 Ercole Gualazzini (Ita) 96e - 25 Wladimiro Panizza (Ita) 12e - 26 Adriano Passuello (Ita) 89e - 27 Attilio Rota (Ita) 58e - 28 Patrick Sercu (Bel) ab - 29 Julien Van Lint(Bel) 75e - 30 Herman Van Der Slagmolen (Bel) 87e  |
| Dreher | Filcas | Filotex |
| - 31 Luciano Borgognoni (Ita) ab - 32 Pietro Campagnari (Ita) 76e - 33 Giovanni Dalla Bona (Ita) ab - 34 Gino Fochesato (Ita) 78e - 35 Mauro Landini (Ita) ab - 36 Mario Lanzafame (Ita) 44e - 37 Enrico Maggioni (Ita) ab - 38 Giancarlo Polidori (Ita) ab - 39 Tullio Rossi (Ita) ab - 40 Italo Zilioli (Ita) ab                   | - 41 Attilio Benfatto (Ita) 90e - 42 Claudio Bortolotto (Ita) 35e - 43 Efrem Dall'Anese (Ita) 53e - 44 Wilfried Reybrouck (Bel) ab - 45 Simone Fraccaro (Ita) 49e - 46 Adriano Durante (Ita) ab - 47 Alessio Peccolo (Ita) 60e - 48 Luciano Rossignoli (Ita) 82e - 49 Luigi Venturato (Ita) 68e - 50 Erik Serlet (Bel) ab               | - 51 Francesco Moser (Ita) 7e - 52 Emanuele Bergamo (Ita) 48e - 53 Marcello Bergamo (Ita) ab - 54 Arnaldo Caverzasi (Ita) 62e - 55 Ugo Colombo (Ita) 39e - 56 Donato Giuliani (Ita) 29e - 57 Josef Fuchs (Sui) 25e - 58 Roberto Poggiali (Ita) 20e - 59 Ole Ritter (Dan) ab - 60 Roberto Sorlini (Ita) 65e                          |
| Furzi | Jolly Ceramica | Kas |
| - 61 Carlo Brunetti (Ita) ab - 62 Giovanni Varini (Ita) ab - 63 Umberto Moretti (Ita) ab - 64 Luigi Scorza (Ita) ab - 65 Giancarlo Tartoni (Ita) 93e - 66 Silvano Ravagli (Ita) ab - 67 Reno Olsen (Dan) ab - 68 Albert Zweifel (Sui) 88e - 69 Guerrino Tosello (Ita) ab - 70 Agustín Tamames (Esp) ab                               | - 71 Alessio Antonini (Ita) 71e - 72 Giovanni Battaglin (Ita) 6e - 73 Giacomo Bazzan (Ita) 80e - 74 Enzo Brentegani (Ita) ab - 75 Pierino Gavazzi (Ita) ab - 76 Knut Knudsen (Nor) 54e - 77 Rafael Antonio Niño (Col) 41e - 78 Ueli Sutter (Sui) ab - 79 Dorino Vanzo (Ita) ab - 80 Bruno Vicino (Ita) ab                               | - 81 José Manuel Fuente (Esp) 5e - 82 José Antonio González Linares (Esp) 28e - 83 José Luis Uribezubia (Esp) 14e - 84 Santiago Lazcano (Esp) 16e - 85 Vicente López Carril (Esp) 8e - 86 Francisco Galdos (Esp) 17e - 87 Antonio Martos (Esp) 42e - 88 José Grande (Esp) 59e - 89 Luis Zubero (Esp) 27e - 90 Gonzalo Aja (Esp) 33e |
| Magniflex | Rokado | Sammontana |
| - 91 Gosta Pettersson (Sue) 10e - 92 Gianni Motta (Ita) 24e - 93 Mario Branchi (Ita) ab - 94 Silvano Schiavon (Ita) 30e - 95 Ottavio Crepaldi (Ita) ab - 96 Gaetano Juliano (Ita) ab - 97 Sandro Quintarelli (Ita) 77e - 98 Alfredo Chinetti (Ita) ab - 99 Daniele Mazziero (Ita) 95e - 100 Bruce Biddle (Nzl) ab                    | - 101 Willy De Geest (Bel) non-partant - 102 Alfred Gaida (All) 72e - 103 Roger Gilson (Lux) 86e - 104 Günter Haritz (All) 92e - 105 Wolfgang Hellwig (All) non-partant - 106 Gustaaf Hermans (Bel) non-partant - 107 Karl Heinz Kuster (All) 67 - 108 Hennie Kuiper (Hol) ab - 109 Karl Muddemann (All) ab - 110 Johann Ruch (All) 40e | - 111 Pietro Di Caterina (Ita) ab - 112 Fabrizio Fabbri (Ita) 43e - 113 Sigfrido Fontanelli (Ita) 57e - 114 Wilmo Francioni (Ita) 66e - 115 Primo Mori (Ita) 23e - 116 Marcello Osler (Ita) 79e - 117 Giuseppe Perletto (Ita) 19e - 118 Walter Riccomi (Ita) 15e - 119 Antonio Salutini (Ita) ab - 120 Mauro Simonetti (Ita) 70e    |
| Scic | Zonca | |
| - 121 Gaetano Baronchelli (Ita) 84e - 122 Gianbattista Baronchelli (Ita) 2e - 123 Franco Bitossi (Ita) 9e - 124 Luciano Conati (Ita) 26e - 125 Giovanni Martella (Ita) ab - 126 Renato Laghi (Ita) 31e - 127 Enrico Paolini (Ita) 46e - 128 Bruno Zanoni (Ita) 73e - 129 Piero Spinelli (Ita) 91e - 130 Celestino Vercelli (Ita) 63e | - 131 Walter Avogadri (Ita) ab - 132 Claudio Bonacina (Ita) ab - 133 Tino Conti (Ita) 4e - 134 Giorgio Favaro (Ita) 83e - 135 Enrico Guadrini (Ita) 55e - 136 Louis Pfenninger (Sui) 32e - 137 Adriano Pella (Ita) 38e - 138 Roland Salm (Sui) 56e - 139 René Savary (Sui) ab - 140 Erich Spahn (Sui) 61e                               | |

## Sources
1. ↑  « Eddy Merckx de retour sur grand écran : ‘La Course en tête’, un documentaire restauré et présenté à Cannes - RTBF Actus », sur RTBF (consulté le 23 juin 2025)
2. ↑  René Jacobs, Robert de Smet, Hector Mahau, annuaire Velo 75, résultats détaillés des classements du Tour d'Italie 1974, page 33.

- (nl) Cet article est partiellement ou en totalité issu de l’article de Wikipédia en néerlandais intitulé « Ronde van Italië 1974 » (voir la liste des auteurs).